# Temnocthispa deplanata
Temnocthispa deplanata là một loài bọ cánh cứng trong họ Chrysomelidae. Loài này được Waterhouse miêu tả khoa học năm 1881.